# Marco Nicola
Marco Nicola (prima metà del XII secolo – Venezia, 1225) è stato un vescovo cattolico italiano.
Non si conosce la famiglia di origine poiché "Nicola" (talvolta anche "Nicolay") è semplicemente un secondo nome.
È attestato per la prima volta in un documento del 1173, quando risultava diacono e pievano di San Silvestro, la chiesa che era sede veneziana del patriarca di Grado. Tra il 1181 e il 1182 divenne vescovo di Castello, succedendo al breve episcopato di Filippo Casolo.
A detta di Paul Fridolin Kehr, Marco Nicola fu un esperto di diritto canonico a cui spesso si rivolse la stessa sede pontificia per dirimere questioni giuridiche. Non è però possibile ricostruire le tappe della sua solida formazione.
Nell'ottobre del 1186 papa Urbano III incaricò lui e Giacomo, pievano di San Bartolomeo, di occuparsi del caso di alcuni abitanti della parrocchia di San Severo che non avevano corrisposto i diritti ecclesiastici alla badessa di San Lorenzo. Il caso si protrasse sino al 1198 quando il vescovo riconobbe agli abitanti il diritto di eleggere da sé il proprio parroco per presentarlo successivamente alla badessa (facoltà che persero nel 1217 con le nuove linee guida dettate dal Concilio Lateranense IV).
Nel 1188 Clemente III lo incaricò di dirimere uno scontro tra il diacono Antelmo e l'abate del monastero di San Giorgio Maggiore attorno a un mutuo (la questione fu risolta due anni dopo). Nel 1192, papa Celestino III lo nominò giudice, assieme al vescovo di Chioggia, per arbitrare un contenzioso tra il patriarca di Aquileia e il capitolo della cattedrale di Trieste per l'elezione del vescovo Woscalco. Nello stesso anno, congiuntamente al patriarca di Grado, si pronunciò sulla lite insorta fra il vescovo di Cittanova d'Istria, il pievano e gli abitanti di Buie e il pievano di Pirano sui quartesi di Castelvenere (seguì l'interdetto ai Buiesi). Nel 1198 il pontefice lo delegò ancora giudice, questa volta in una causa fra l'abbazia di Sant'Ilario e il parroco di San Giovanni di Baladello (Gambarare) per le decime e i quartesi sulla parrocchia di Santa Giustina (Marco Nicola sentenziò a favore del monastero). Il papa gli affidò analoghe deleghe giudiziarie nel 1207 e nel 1209.
Il suo nome compare anche in altre questioni, ma come parte in causa. In particolare, fu spesso coinvolto in liti legate ai diritti parrocchiali e diocesani, e specialmente alle decime (si citano le controversie con i chierici di Santa Maria Mater Domini, nel 1188, e con il pievano di San Canzian). Queste situazioni dimostrano come il vescovo avesse non poca difficoltà a far valere la propria autorità di fronte ai suoi pievani, forse a causa della provenienza parrocchiale degli stessi vescovi castellani e della scarsa consistenza del capitolo della cattedrale. La diocesi, inoltre, subiva entro i propri confini l'ingombrante presenza del patriarcato di Grado, della Basilica di San Marco (il cui clero era alle dirette dipendenze del doge) e di numerose altre istituzioni non soggette al controllo vescovile.
D'altro canto, proprio durante il suo episcopato la Chiesa castellana dimostrò una sempre maggiore propensione all'emancipazione. Nel 1209, in particolare, Marco Nicola rifiutò di giurare fedeltà al patriarca di Grado. I insoddisfatto della sentenza pronunciata dal canonico trevigiano Enrico, nel 1213 si rivolse direttamente al pontefice che, frattanto, aveva delegato come giudici i vescovi di Padova e Treviso. La questione fu risolta solo dopo la morte di Marco Nicola, sotto il Gregorio IX.
Si presume, quindi, che le dimostrazioni di sostegno ad alcune istituzioni monastiche fossero in realtà finalizzate alla ricerca di alleati. Nel 1187 assegnò al monastero di San Daniele una pecia de lacu, confermata e ampliata nel 1220. Nel 1199 (o nel 1200) concesse a Domenico, priore di Sant'Andrea del Lido, il permesso di edificare una chiesa da intitolare alle Sante Eufemia, Dorotea, Tecla, Erasma (chiesa che poi lui stesso consacrò sotto l'autorità protettiva del cardinale Ugolino d'Ostia). Distribuì beni anche al di fuori del Ducato, nei territori assoggettati a Venezia dopo la quarta crociata: nel 1211 assegnò la chiesa di San Marco di Beirut al pievano della chiesa di San Marco di Acri.
Secondo Conrad Eubel, considerando forse l'età avanzata o una malattia di Nicola, nell'ottobre 1225 Onorio III avrebbe disposto il suo ritiro o che fosse assistito dal pievano di San Polo. Morì comunque poco tempo dopo.